# Chenjiagou
Chenjiagou (chinesisch 陳家溝村 / 陈家沟村, Pinyin Chénjiāgōu Cūn) ist ein Dorf der Großgemeinde Zhaobao (趙堡鎮 / 赵堡镇) des Kreises Wen (溫縣 / 温县), der zum Verwaltungsgebiet der bezirksfreien Stadt Jiaozuo in der chinesischen Provinz Henan gehört.
Das Dorf ist Heimat des Chen-Familienklans und historischer Ursprung des Taijiquan, gegründet im 14. Jahrhundert von Chen Bu aus der Provinz Shanxi.
Die Provinz Shanxi litt damals offenbar unter Überbevölkerung, daher wurden mehrere Familien in die benachbarte Henan-Provinz umgesiedelt, die infolge kriegerischer Handlungen klar unterbevölkert war. Chen Bu und seine Familie gründeten zunächst Chenbuzhuang und siedelten zwei Jahre später in das heutige Chenjiagou um, das bessere Bedingungen für den Ackerbau aufwies.
Hierbei war es jedoch nötig, die Gegend von Banditen zu säubern, und so wurde die Chen-Familie bereits damals für ihre Kampfkunst bekannt. Vermutlich hatte Chen Bu diese aus der Stadt Hongtong mitgebracht.
Berühmt wurde Chenjiagou als historischer Ursprungsort der inneren Kampfkunst Taijiquan und insbesondere als Heimat des Chen-Stils dieser Kunst, aus der die anderen bekannten Stilen wie beispielsweise Yang-Stil, Wu-Hao-Stil, Wu-Stil, Sun-Stil etc. entwickelten. Nach dem Historiker Tang Hao (唐豪, 1897–1959) und dem Chen-Taiji-Meister Gu Liuxin geht der Chen-Stil-Taijiquan auf General Chen Wangting zurück, der in der neunten Generation in Chenjiagou lebte (der Ahne der Familienklan Chen Bu gilt als erste Generation in der Chen-Klan in Chenjiagou). Die Tradition der Yang-Familie und die Recherchen von Wu Tunan in Chenjiagou nennen den Durchreisenden Wushu-Meister Jiang Fa (蒋发,  Jiǎng Fā,  Chiang Fa) als Chen Changxings Taijiquan-Lehrer, der somit das Taijiquan nach Chenjiagou gebracht hätte.
Darüber hinaus ist Chenjiagou seit April 2005 eine wichtige archäologische Fundstätte der Longshan-Kultur.